# 有線新聞台
有線新聞台（英語：i-CABLE News Channel，前稱新聞台、 新聞二台）曾是香港有線電視旗下一個24小時無間斷提供每次半小時的收費高畫質及標準畫質新聞報道，除了主力報道香港本地及國際新聞，各節新聞內容還包括財經、體育及天氣消息等。各節新聞時段除了播放已剪輯的新聞片段，還會隨時透過現場直播，即時報道新聞事件的最新發展。目前該收費頻道已停播，新聞報道及財經資訊內容改於免費電視HOY資訊台繼續播放。
有線新聞台是亞洲首個二十四小時新聞頻道，開播後其他電視台紛紛仿效，成立自己的新聞台，包括now TV的now新聞台、無綫電視的無綫新聞台及已停播的亞洲電視新聞財經頻道。而由2001年起，在香港電台主辦的電視節目欣賞指數調查中，欣賞指數幾乎每次都高於主要本地競爭對手無綫新聞。
有線新聞除了官方網站，還設有Facebook專頁，每天由新聞部直接上載重點新聞，給予沒有付費訂購有線電視的觀眾與網民。自從奇妙電視開台後，免費電視觀眾亦可收看到有線新聞，有線亦於2018年起復辦英語新聞，為香港國際財經台（今HOY國際財經台）提供每晚兩節的英語新聞報道。
有線新聞提供報道精華予香港有線新聞速遞有限公司，並以港鐵車廂電視名義在港鐵南港島綫、東鐵綫、屯馬綫和部分觀塘綫列車內播放。
有線新聞台當時的主要競爭對手為無綫電視的新聞台及now TV的新聞台。

## 管理階層

### 歷任總監
- 1994年至2002年：趙應春[2]
- ？至2014年：馮德雄[3]
- 2014年至2019年：黃餘發[4]
- 2020年至今：陳興昌[5]
- 2020年至2022年：李臻[5]
- 2022年至今：關慧玲[6]

### 歷任副總監
- 1993年至1994年：趙應春[2]
- 羅燦[7]
- 馮德雄

## 歷史與發展

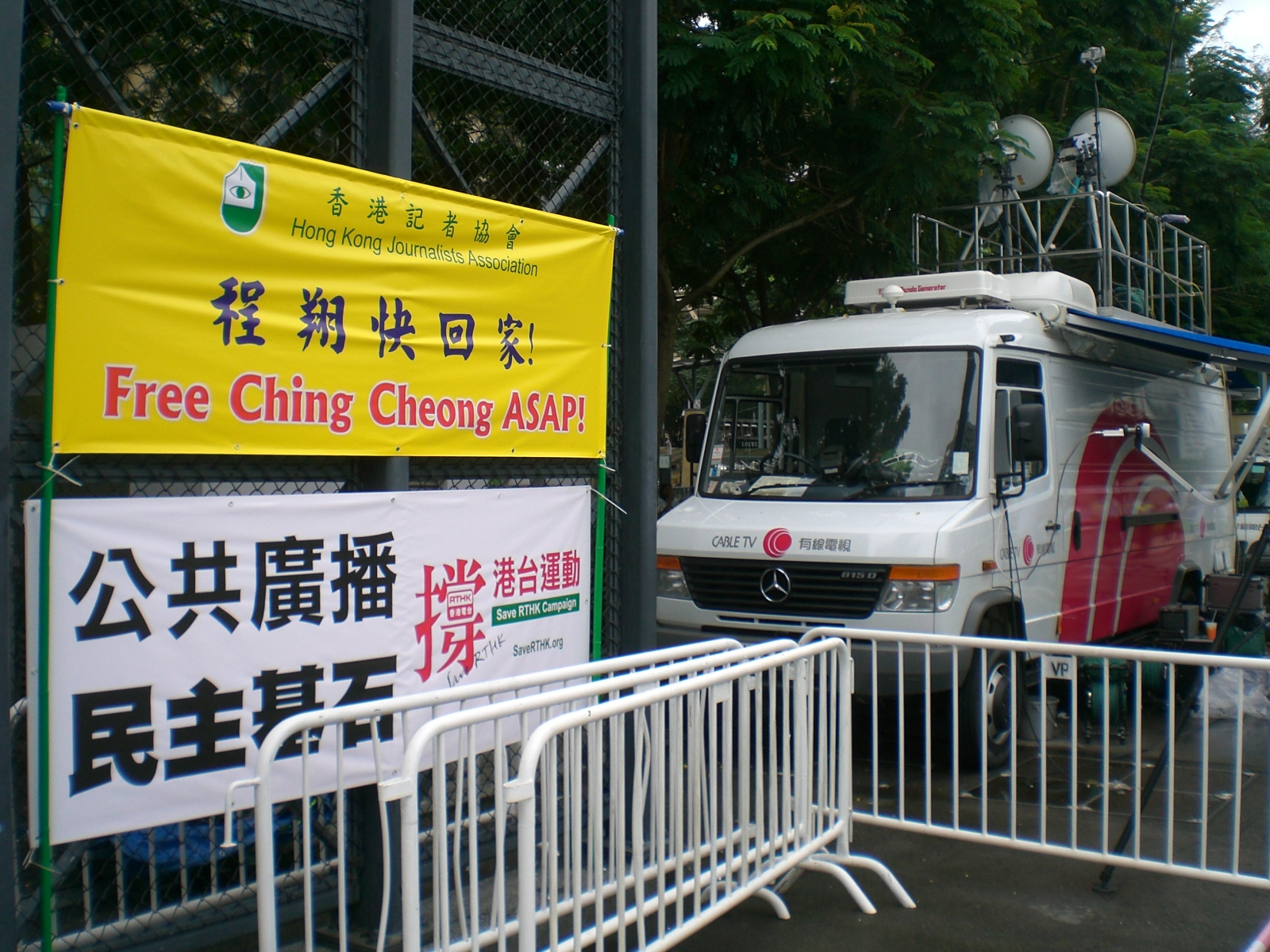
有線新聞用作大型直播的車輛

1993年7月，新聞台進行試播。當時電視台有280多名員工，主要以應屆畢業生為主，亦成功邀請多名資深資深傳媒人過檔，包括無線電視，而亞洲電視有90多人。
1993年10月31日，有線電視啟播，當時本台是以「新聞台」（非現有的同名頻道）名義於08台啟播，每日24小時播放新聞報道及資訊節目。當中特色包括重視社區新聞，在全港設立10個地區製作中心，報道區議會事務和民生新聞，設立平台表達市民對政策的意見。
而開台初期，設全球每日24小時播放英語直播新聞及資訊頻道，當時本台是以「英语新聞台 CNNI」（非現有的同名頻道）名義於12台啟播以及「新聞台 BBC WSTV」（非現有的同名頻道）名義於15台啟播。
1995年6月1日，香港有線電視將當時的新聞台一分為二，其中「新聞二台」全日播放每半小時一節的新聞報道，原有財經資訊節目則安排在「新聞一台」播放。
1997年6月30日至7月1日，有線電視記錄回歸前後48小時。
2002年4月8日，耗資一億五千萬興建的有線數碼新聞中心正式啟用，完全使用數碼化新聞製播系統，由當時的行政長官董建華主持啟用儀式。此外，有線電視的北京新聞中心正式啟用。
2003年3月至4月間，適逢沙士疫情肆虐及美伊開戰，曾長時間使用虛擬佈景。而在美伊開戰前夕，更於每節新聞報道內設「最後通牒」環節，為開戰倒數。
2004年9月，在該屆立法會選舉前夕，於每節新聞加插「選戰日日追」環節。
2005年4月創下首個粵語新聞台連續十萬小時播放的世界紀錄，並製作一系列「十萬小時無間斷」的短片在廣告時段內播放，介紹新聞台的運作。如總主播張宏艷的「記稿心法」、記者曾楚群的「咪牌的故事」和主播王巧及高級平面設計師周錦雄的「電腦魔法」。
2005年12月17日，第六次世貿部長級會議場外的示威活動演變成衝突場面，新聞二台由下午起無間斷直播韓農衝突情況，以及示威人士被警方扣留的片段。
2006年1月3日，配合「新聞一台」的重組及更名為「財經資訊台」，「新聞二台」重新命名為「新聞台」。
2006年10月31日，荃灣有線電視大廈發生一級火警，直播中的《Cable早晨》節目暫停，該天直至中午的新聞報道需改在中環直播室進行。
2007年2月14日早上九廣西鐵在錦上路站和荃灣西站之間隧道內發生火警，有線新聞邀請目擊者到鄰近荃灣西站的有線新聞中心直播室，與主播在主播台上作直播訪問。
2007年2月至4月，以記者林穎茵作為專員，報道徐步高槍擊案的審訊進展，是該台首次使用專員來報道大型事件。
2007年，於星期一至五晚上8時新增國際新聞環節。
2007年，有線電視駐上海記者站正式啟用，成為該台於中國的第三個記者站。
2007年5月1日，國際勞動節澳門的示威遊行（2007年澳門勞動節遊行）演變成警民衝突，新聞台由下午起全程跟進直播衝突及警方鳴槍時的現場情況。
2007年10月29日，新聞台於晚間黃金時段加推「新聞最前線」節目，並加重國際新聞的內容。
2007年10月31日至12月1日，新聞台和港大民意研究計劃合作，就2007年香港立法會港島選區補選進行滾動民意調查，以電話訪問市民會投哪位候選人，並每日於新聞報道中公佈。
2008年2月，推出「新聞有線人」，讓觀眾報料及提供新聞線索，是全港第一間提供報料熱線的電視媒體。到2009年3月23日，新聞有線人加設專門網頁讓觀眾上載新聞線索，並更改電話號碼。
2008年2月27日，在《財政預算案》公佈當日，推出革新環節「還富於民‧我有嘢講」，透過不同平台讓市民發表意見。
2008年3月21日，有線新聞台破天荒借用中天新聞台的辦公室作為直播中心，由主播張宏艷和呂榮淳朝6晚11，於台灣親身報道台灣大選的最新戰況。
2008年5月12日，四川汶川大地震發生後，中國組記者呂秉權翌日清晨便抵達北川，並即時進行現場報道，為全球首支抵達地震重災區的採訪隊。
2008年5月，於星期一至五晚上10時再新增國際新聞環節，主播在虛擬場景中站立報道。
2008年香港立法會選舉，以五位記者何永康、譚嘉恒、許秋霞、黃樂欣及梁家奇作為專員，分別報道港島、九龍東、九龍西、新界東和新界西直選選區的選情。
2008年12月10日晚上7時起，使用全新的主播台並更換新聞跑馬燈樣式。
2009年3月2日，轉換新聞音樂及片頭，而在晚間推出「國際最前線」、「十一點最前線」、「十一點半最前線」、「午夜最前線」等全新時段及「新聞通識」環節。
2009年5月，以三位記者譚嘉恒、林月晶及黎宛穎作為專員，報道龔如心遺產爭奪事件的審訊進展。
2009年8月31日起，「Cable早晨」的節目時間改為逢星期一至五07:00－09:00播映，並取消交通消息及天氣報告的環節。
2010年4月下旬起，「新聞通識」環節會在翌日新聞時段重播。
2011年1月13日，新增502頻道播放新聞台聲音版本。
2013年6月10日早上6點，有線新聞台正式使用全新新聞片頭及新聞台直播室的巨型屏幕佈景，同時所有節目時段（有時週末例外）包括主播口述及新聞片段均提供中文字幕。
2014年6月1日起，有線寬頻用戶網上收看新聞台、財經資訊台及交通台之服務停止，但用戶可以透過手提電話應用程式收看有線新聞台的即時畫面。非有線電視用戶可以用手提電話應用程式閱讀各則新聞條目，並可以在有線新聞facebook專頁閱讀新聞並留言。
2015年6月27日起，直播改於虛擬佈景中進行，上午要聞、午間通訊、下午要聞、深夜直播室均改稱有線新聞。另外，27日及28日的新聞最前線、國際最前線、晚間新聞、十一點最前線、十一點半最前線及午夜最前線取消，改播有線新聞，其中體育extra環節改為體育快訊，新聞主播取代體育主播的報導工作，而明日焦點亦取消。6月29日起，所有最前線時段及晚間新聞復播，並採用全新虛擬佈景及主播台。
2015年11月21日，為配合區議會選舉節目準備工作，新聞最前線、國際最前線、晚間新聞、十一點最前線、十一點半最前線及午夜最前線取消，改播有線新聞，新聞主播取代體育主播的報導工作，而明日焦點亦取消。
2015年12月14日，採訪本地新聞片已經轉用16:9拍攝。
2015年12月31日，新聞台轉用全新直播室，並採用高清拍攝、製作和播放，唯只有訂購高清服務用戶才可享受有線電視209頻道的16:9畫面。
2016年6月，在星期日的《國際最前線》中，推出類似「新聞通識」環節的「科學+」環節。
2017年2月16日，《有線新聞》（17:00-19:00時段）首次24小時在直播室拍攝。
2017年5月12日起，因應有線電視旗下免費電視頻道奇妙電視中文台（現稱「香港開電視」）在5月14日晚上啟播，有線新聞台的《新聞最前線》（19:30時段）、《十一點最前線》（星期一至五）及《十一點半最前線》（星期六及日）與該台聯播。
2017年5月6日起，由於奇妙電視中文台節目調動關係，暫停播映《新聞最前線》、《十一點最前線》和《十一點半最前線》，《國際最前線》、《有線新聞》（18:00－19:00及21:00－22:00時段）則不定期與該台聯播，滿足「晚上6時至12時期間播放兩節不少於15分鐘的新聞報道」的免費電視頻道牌照的要求。
2017年6月25日起，因資金開始不明朗，有線新聞台取消《有線新聞》通宵直播時段（01:30－06:00）。《明日焦點》環節改為只在新聞台下方跑馬燈顯示，主播不會讀出。
2018年1月1日起，奇妙電視中文台新增《Cable早晨》及《有線新聞》（12:30時段）。
2018年5月8日上午6時起，高清新聞台的台號由第209頻道改為第109頻道。同年5月24日上午6時起，標清新聞台的台號由第9頻道改為第152頻道；同日起新聞台恢復有限度《有線新聞》通宵直播時段（01:30－06:00），惟早前因資金開始不明朗而作的其他改動改為長期實施。
2019年6月1日起，所有新聞時段全面加設繁體中文字幕。
2019年6月12日起，觀眾可透過i-cable流動應用程式，免費在手機或平板電腦收看《有線新聞》。「有線新聞APP」其後在各大應用程式商店上架，並供觀眾免費收看《有線新聞》至2020年1月31日。
2020年6月20日起，《國際最前線》由原本每天播映，改為逢星期一至五播映，周末同樣時段改播《有線新聞》。
2020年7月20日起，《午夜最前線》停播，該時段改播《有線新聞》；01:00時段由直播改為錄播。
2020年12月10日，由於主播關善茹的親人確診COVID-19，她本人須入住檢疫中心隔離14天；新聞部隨即消毒清潔，並首次安排主播上鏡時佩戴口罩。同年12月28日，關善茹完成隔離並重投工作，其他主播報導新聞時亦毋須佩戴口罩。
2021年1月1日起，因有線新聞部多人被裁，有線中國組改由主播播報由中央電視台等官媒提供的新聞片段。周末播映的《新聞最前線》改為一位主播單獨主持。
2021年1月19日上午起，標清新聞台改以16:9格式播映，高清新聞台的台徽中的「HD」字樣亦被移除。
2021年2月1日起，新聞部以四方形膠牌，取代使用近20年的藍底咪牌，前者包含有線電視的台徽及「有線新聞」字樣（紅底白字）。同日起，《新聞最前線》易名為《開在新聞最前線》，突顯與香港開電視的關係，並採用新片頭。
2022年6月6日起，《開在新聞最前線》易名為《7點直播室》，而星期一至五《十一點最前線》及星期六、日《十一點半最前線》易名為《晚間直播室》。而《新聞最前線》及星期六至日《十一點最前線》該時段改播《有線新聞》。
2022年7月9日起，星期六新增訪談節目《有理有得傾》，首播時間為11:00－11:30，重播時間為20:30－21:00及22:30－23:00，其中11:00－11:30同時在HOY TV和有線財經資訊台播出，22:30－23:00同時在有線財經資訊台播出。
2022年10月18日起，因應香港開電視改名HOY TV，18:30時段闢作《六點半新聞報道》與HOY TV聯播，《7點直播室》取消聯播，《每日樓市》改於《有線財經》時段內播出。
2022年11月21日起，因應HOY資訊台啟播，18:00時段《六點新聞報道》停播，並改為《手語新聞報道》，由聾人機構「龍耳」提供即時手語傳譯。
2023年5月31日中午起，為配合本頻道過渡至免費頻道播放，記者每節報道由「有線電視記者，XXX報道」改以「有線新聞，XXX報道」作結。到深夜11時59分，新聞總主播王巧在收費台最後一次新聞報道讀出：「有線新聞團隊會一如既往繼續為觀眾提供最新最快新聞同資訊，多謝大家對有線嘅支持」 ，並提醒觀眾可繼續透過78台HOY資訊台收看有線新聞，到6月1日凌晨12時，傳送訊號隨即中斷。
2023年6月1日，有線寬頻結束收費有線電視業務，連带有線新聞台和有線財經資訊台停播，但會繼續經營有線新聞品牌，內容改於免費電視HOY資訊台繼續播放，同時通過網站和手機應用程式為市民提供免費新聞資訊。與此同時，每節新聞/節目結束版權資訊已由「有線新聞台 ©i-cable News Limited」更改為「HOY資訊台 ©奇妙電視有限公司」，2024年1月29日起再更改為「HOY資訊台 ©有線寬頻開電視有限公司」。

## 觀看方法
在2019年中前，有線新聞台雖然並非香港唯一一條收費電視新聞頻道，但隨著now TV的now新聞台及無綫電視的互動新聞台均可以於網上和手機應用程式供所有人士免費收看，有線新聞台是唯一一條需要收費才能收看的新聞頻道。
需要收費才能收看，原因是有線新聞台為有線電視最受歡迎的頻道之一，內容質素、現場直播新聞事件被認為高於其他電視台的新聞頻道。2019年6月12日起前只有已訂購有線電視的用戶，才可以透過手機應用程式收看現場直播的有線新聞台，非有線電視用戶可以用手機應用程式閱讀各則已曾於有線新聞台播出的新聞條目，收看已從有線新聞台剪輯下來的新聞短片，以及在有線新聞facebook專頁閱讀新聞並留言，除此之外也可以透過免費電視頻道HOY TV、HOY資訊台與有線新聞台聯播的新聞節目來收看有線新聞。
2019年6月12日起，因香港爆發反修例示威運動，有線開放i-cable app供香港用戶免費在手機或平板電腦收看新聞台及財經資訊台，其後改為新推出的有線新聞APP上免費收看至2020年1月31日，之後才開始收費。（現三星智能電視用家亦可透過有線新聞app免費收看，但免費用戶無法享用HDR畫質）
港鐵的乘客則可於列車車廂的電視機，收看已從有線新聞台剪輯下來的新聞短片。目前每天會提供報道精華予香港有線新聞速遞有限公司，以港鐵車廂電視的名義，在南港島綫、東鐵綫、屯馬綫和市區四綫：觀塘綫、港島綫、荃灣綫以及將軍澳綫列車上播放。該台亦與香港電台合作，向港台電視部提供新聞片段。

## 新聞報道/時間表
新聞報道每半小時一節，於每小時00及30分開始播映，每逢整點時段，該台均以直播的形式播映（通宵時段除外）。而在部分非直播的半點時段（主要為通宵或清晨時段），財經報價、天氣、時間及新聞走馬燈不會跟隨重播仍會繼續即時更新。而星期一至五上午7:00至9:00的《Cable早晨》則是連續兩小時，分四節直播。《新聞最前線》則於每天19:00-20:00分兩次直播，每次半小時；2020年上旬起改為一小時播放，並分作三節。

## 新聞時段
有線新聞台的黃金時段為與有線綜合娛樂台及香港開電視的聯播時段，在這段時間的新聞內容中，會有較多戶外記者直播和深入報道。
- 《Cable早晨》 （Morning Cable）

星期一至五早上在觀眾上班和上學前提供最新的消息和資訊，節目開始時先報道天氣及新聞重點。（與HOY TV、HOY資訊台聯播）
前口號：Cable早晨，朝朝醒神
- 《午間新聞》 （Noon News）

（每日與HOY TV、HOY資訊台聯播）
- 《手語新聞報道》 （News Report in Sign Language）

（HOY資訊台聯播）
- 《六點半新聞報道》 （1830 News）

（每日與HOY TV、HOY資訊台聯播）
- 《7點直播室》 （Main News）

2007年11月起推出，為新聞台全日重點的黃金時段，報道焦點新聞，在該時段會有較多戶外直播。（HOY資訊台及星期一至五港股交易日、星期六、日與有線財經資訊台聯播）
- 《國際最前線》 （International News）

2007年10月起推出，首節報道國際新聞，並設有中英雙語字幕。但當本地有重要消息時，仍會首先報道焦點新聞。（HOY資訊台聯播）2020年6月20日起，改為只於星期一至五播出。
- 《晚間直播室》（Late News）

報道焦點新聞、並獨有體育extra環節，亦有明日天氣提示。（每天晚上9時HOY資訊台聯播）
- 其他時段統一稱為《有線新聞》（Cable News）（其中與HOY資訊台聯播）

### 曾有的新聞時段
2016年1月1日前，新聞台會按時段有不同稱呼，唯現時除12:30稱為《午間新聞》外，其他時段統一稱為有線新聞。
- 《有線早晨》：Daybreak News（06:00-10:00）
- 《上午要聞》：Morning Edition（星期一至五 09:00-12:00 及星期六至日 07:00-12:00，2001年1月29日前則為10:00-12:00）
- 《午間通訊》：Noon Edition（12:00-14:00）
- 《下午要聞》：Afternoon Edition（14:00-18:00）
- 《晚間新聞》：Prime Edition（星期一至五 21:00-21:30 及星期六至日 21:00-22:00，2009年3月2日前則為21:00-00:00）
- 《午夜最前線》：2400 News（00:00-01:00）
- 《深夜直播室》：Late Night Edition（01:00-05:00，2009年3月2日前則為00:00-06:00）
- 《六點新聞報道》： 1800 News（18:00-18:30）
- 《中國在線》（CHINA EXPRESS）

2013年5月起推出，報道中國焦點新聞及專題探討。
播放時間：星期一至五晚上9時00分及9時30分HOY資訊台（非港股交易日）聯播，翌日凌晨12時30分至1時、上午9時30分至10時及中午12時至12時30分重播。如有突發新聞需要直播於首播時段會推遲播放。2025年5月12日起，併入成為《晚間直播室》的環節。

## 新聞環節

### 停播前設有的新聞環節
- 財經速遞（星期一至五：9:00-13:00第一部份，13:00-18:00第二部份，星期二至六：0:00-7:00第二部份，星期六：7:00-10:00第二部份）
- 世界天氣速遞（星期一至五：Cable早晨7:00、7:30、8:00、8:30第一節完結，星期六、日：7:00、7:30天氣消息內，每日9:00天氣消息內，18:00、21:00、21:30、23:00新聞完結後）
- 體育快訊（每節新聞的最後一部份，星期一至五7:00-9:00、每日20:00-21:00除外）
- 天氣消息（每節新聞的最後一部份）
- 天氣報告（星期一至五：18:00、20:00及20:30最後一部份）

由香港天文製作、科學主任主持，講述香港及華南地區的天氣狀況及預報。
- 今日社評（星期一至五：Cable早晨7:00、7:30、8:00、8:30第二部份及9:00第一部份）

由主播旁述，概述各香港報章的社評及社論。
- 今日焦點（星期一至五：7:00-9:00第二部份）

由Cable早晨主播概述今日焦點事件。2017年6月25日起，因資金開始不明朗，今日焦點未必每日設置。
- 新聞通識（7:00、7:30、13:00、13:30、16:00、16:30及0:00最後一部份，20:00、20:30、22:00及22:30第一部份）

主要由外電記者撰稿，主播在幕前講述與新聞相關知識。推出後大受好評，2010年4月19日開始，此環節會在其他新聞時段重播。網上重溫可瀏覽http://www.i-cable.com/study （页面存档备份，存于）
- 體育extra（23:00、23:30最後一部份）

體育主播與新聞主播生動報道體育消息
- 小事大意義（星期二、四及日，HOY TV為星期二、四、六及日）

發掘社會上好人好事的專題報道。
- 日日有頭條（8:00、8:30、14:00、14:30、17:00、17:30、20:00、20:30最後一部份）

2019年6月10日起增設，由主播組製作，並由新聞主播主持，重溫當年今日仍然有意義的新聞。
- 每日樓市（星期一至五：19:50）

原為《八點有線財經》新聞環節，2020年2月3日起隨《新聞最前線》一小時加長版後播映，介紹樓市動向和成交。
當有突發事件、重要記者會、特別活動或儀式進行時，新聞台會暫停播映以上新聞環節及廣告，並由主播和記者即時透過直播畫面，作旁述和報道。

### 特備新聞環節（部分）
- 我有嘢講（財政預算案及施政報告公布日下午）

自2008年起，新聞台在每年財政預算案公布日，後來加至施政報告公布日，設有此環節，開放熱線、網上留言等讓觀眾提出對預算案的意見，由資深新聞台主播主持。
- 旺角騷亂（2016年2月9日19:30）

因旺角騷亂而製作的一小時新聞特輯，並邀請葉國謙和葉健民分析事件。
- 元朗黑夜（2019年7月22日20:30及22:30）

因元朗721襲擊事件而製作的半小時專輯，節目輯錄當晚相關新聞片段，由於含有大量暴力畫面（一群疑有鄉黑背景人士向港鐵乘客和途人無差别施襲），該台罕有地首度在節目播出前加入警告字句。
- 港區國安法（2020年7月1日21:00-22:00）

因港區國安法實施而製作的一小時特輯，節目兩部分分別邀請葉巧琦、石書銘及譚耀宗、湯家驊評論條文。

### 曾有的新聞環節
- 報章摘要（星期一至五：7:30、8:30第三部份）
- 新聞刺針（每週不定時播出）

深入搜查涉及公眾利益的議題或軟性社會特寫的專題報道。
由Cable早晨主播現場旁述，概述各香港報章的重要報道。
- 交通消息（早上及黃昏繁忙時段）
- 報章頭版消息（星期一至五：7:00第二部份）
- 六合彩消息（六合彩攪珠日：21:30、22:00及22:30最後一部份）
- 神州熱話（最前線時段）
- 回看一周（星期六及日）
- 沈旭暉看世界盃（2010年世界盃足球賽期間由沈旭暉主持，講解世界盃各國家球隊及分析背後千絲萬縷的關係）
- 通脹來了（2011年至2012年通脹期間逢星期日播出）
- 政當抉擇時（2015年4月24日公佈政改至方案表決之前，邀請嘉賓辯論政改、討論「有線政改民調」結果，逢星期五播出）
- 科學+（星期日國際最前線）由外電記者撰稿，介紹科學知識。（2017年至2018年逢星期日播出）
- 明日焦點（23:00、23:30、0:00及0:30第二部份）
- 歐聯戰報（歐聯賽事日翌日8:00、10:00、10:30、12:00、12:30、14:00及14:30第二部份）

由體育主播主持，詳細報道歐聯賽事，讓觀眾了解各球隊形勢。
- 警察快訊（星期日8:15、8:45、11:15、11:45）

由新聞主播和警察督察主持，宣揚防止罪案訊息，並播放港台節目警訊片段。
- 我想講兩句

2019年7月15日起增設，為市民提供正能量的說話。
- 97有頭條

2022年6月20日至7月3日期間取代《日日有頭條》播出，由新聞主播陳書君、梁思齊或陳凱筠主持。環節重溫1997年回歸當年的新聞。

## 報道手法
有線新聞台一向賣點為提供最快資訊，在突發新聞方面較為優勝，也會有記者作明查暗訪的追查報道。其中中國組甚少派記者跟隨領導人外訪，但會派人到内地不同地區採訪社會大小事件，並作出批評及主力以負面角度作出報道，因此常遇內地當局阻撓。當中包括揭發2008年四川地震「豆腐渣工程」，跟進廣東省烏坎村徵地事件和2012年採訪監禁年期最長的八九民運人士李旺陽。

## 直播室
2002年數碼新聞中心啟用前，新聞台的直播室位於有線電視大樓2樓。直播室的主播台佈景曾於1995年、1999年及2000年進行微調裝修。而凌晨時段採用控制室為背景，下午時段採用虛擬背景進行，背景以中環景色為主題。
到了2002年4月8日，耗資一億五千萬，位於有線電視大樓地下的數碼新聞中心啟用，佔地為四萬呎。新直播室同樣採用開放式，主播背後可見編採人員工作，該直播室使用長達五年，直至2008年10月中停用。
在2008年10月中至12月10日期間，為配合主播台進行大型改建工程，所有新聞報道在虛擬背景中進行，背景以舊主播台的佈景圖案為主題。
2008年12月10日晚上7時起，全新主播台正式啟用，主播台後面的背景，引入8個相連的平面電視熒幕，組成電視牆（Video Wall），按每日的新聞時段及需要，播放不同的背景及畫面，主播會在晚間的最前線時段在熒幕前走動，較常使用左側的電視螢幕。而《有線中國組》環節於2013年5月推出後，因配合主持及鏡頭角度需要，於直播室最右側增設一部電視，主要於《中國財經》環節使用。
在2015年6月27日，為配合進入高清廣播，所有新聞報道在虛擬背景中進行，到12月31日晚上7時起正式啟用。新直播室主要分為三個部份（主播枱、巨型熒幕及2個LCD螢幕）組成，使節目主持能靈活地從不同位置報道新聞。
2019年7月27日起，當直播室進行維修保養時，所有新聞報道會使用虛擬背景。直播室完成維修保養後，會恢復使用直播室。
2022年9月12日早上起，因舊直播室翻新而改用臨時直播室。主播枱左方和中間設有LED螢幕，牆身色調與舊直播室一樣，以白，灰，紅和藍色為主調。
2022年11月21日早上6時起，新直播室投入運作。背景設計較以往簡潔，並分為三大範圍，左側設一部大電視，而巨型電視牆位於中間，右方亦設直立式LED熒幕。牆身色調白和灰為主調，並配上藍色燈光。而地面改用淺木。

### 模仿潮流
有線新聞台鏡面設計佈局鮮明簡潔，成為了其他競爭對手就電視節目「偽截圖」畫面風格範本的選擇。有民間更模仿建設新聞台的直播室，設計者曾被財經資訊台節目潮流旗艦店訪問。
而競爭對手無綫新聞台亦有仿照有線新聞台的版面格式，如下午時段的新聞報道參照2002年至2008年有線新聞台以香港路面直播作為背景。
至於有名人逝世時資訊列旁加上鮮花的圖案，則遭香港亞視新聞仿效。
深圳卫视晚间《深视新闻》节目片尾播报天气时，会播放类似有线新闻的中心区实景画面。

## 合作
有線新聞台與台灣的中天新聞台和東森新聞台合作，取得電視台無附加字幕的新聞片段，經剪輯後在新聞台播放。在台灣有大型事件進行時，更可以用該兩台的衛星訊號作直播。2008年3月，有線新聞台更借用中天新聞台的辦公室作為直播中心，報道2008年中華民國總統選舉的消息。
而在2007年3月中，新聞台多位台前幕後工作人員，到台灣東森新聞台考察兩天，了解台灣電視新聞的運作。
此外，在香港大型選舉進行前，如2007年香港特別行政區行政長官選舉、2007年香港立法會港島選區補選，有線新聞台均會與港大民意研究計劃合作，進行民意調查。2008年2月27日財政預算案公佈日，新聞台推出的革新環節「還富於民‧我有嘢講」，在時代廣場設直播點讓觀眾發表意見，並讓市民自拍短片上載到雅虎香港網站。
當有重大事件發生，新聞台會讓觀眾來電、傳真和在有線寬頻網站留言，並抽取部份在新聞報道中播出。例如在2009年1月23日發生的落馬洲六人死亡車禍。

## 海外播放
有線新聞台除了在香港收看之外，也可在美國透過「DirecTV」收看。而加拿大的龍祥頻道則於黃金時段播放上《有線新聞》及《有線中國組》，各佔半小時。

## 外部連結
- 有線新聞官网 Archive.today的存檔，存档日期2012-12-05

## 備注
1. ↑  原由「有線新聞資料室」製作，由2021年1月起播出的集數開始改由主播組製作[19]